# Municipio de Jones (Kansas)
El municipio de Jones (en inglés: Jones Township) es un municipio ubicado en el condado de Morton en el estado estadounidense de Kansas. En el año 2010 tenía una población de 14 habitantes y una densidad poblacional de 0,1 personas por km².

## Geografía
El municipio de Jones se encuentra ubicado en las coordenadas 37°3′36″N 101°59′20″O / 37.06000, -101.98889. Según la Oficina del Censo de los Estados Unidos, el municipio tiene una superficie total de 140.47 km², de la cual 140,46 km² corresponden a tierra firme y (0 %) 0 km² es agua.

## Demografía
Según el censo de 2010, había 14 personas residiendo en el municipio de Jones. La densidad de población era de 0,1 hab./km². De los 14 habitantes, el municipio de Jones estaba compuesto por el 78,57 % blancos, el 21,43 % eran de otras razas. Del total de la población el 21,43 % eran hispanos o latinos de cualquier raza.